# 切塔里烏鄉
47°08′N 22°01′E / 47.133°N 22.017°E
切塔里烏鄉（羅馬尼亞語：Comuna Cetariu, Bihor），是羅馬尼亞的鄉份，位於該國西北部，由比霍爾縣負責管轄，面積114平方公里，海拔高度189米，2007年人口2,133，人口密度每平方公里19人。